# Laodicé II
Pour les articles homonymes, voir Laodicé.
Laodicé II (en grec moderne : Λαοδίκη Βʹ) est une reine hellénistique appartenant à la dynastie des Séleucides.

## Biographie
Fille d'Alexandre, fils d'Achaïos Ier, elle est la sœur d'Andromaque.

## Famille

### Mariage et enfants
De son mariage avec son cousin Séleucos II Kallinikos, elle eut :
- Antiochis II[2] ;
- Antiochos III Mégas ;
- Séleucos III.

### Ascendance
Sauf précision contraire, les dates de cet article sont sous-entendues « avant l'ère commune » (AEC), c'est-à-dire « avant Jésus-Christ ».